# Tuz (karta)

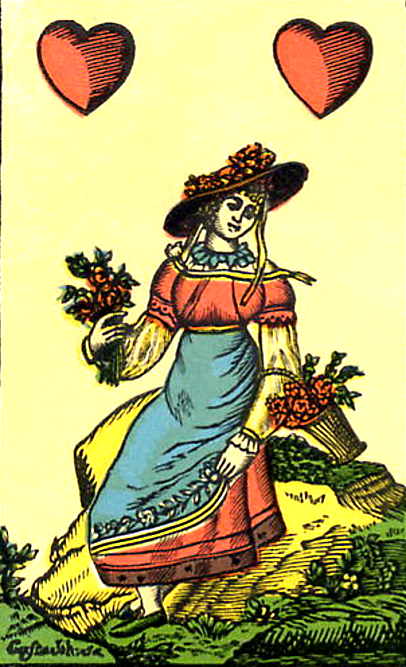
Tuz Czerwienny

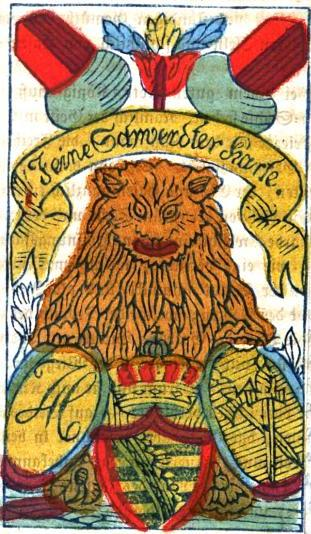
Tuz Żołędny

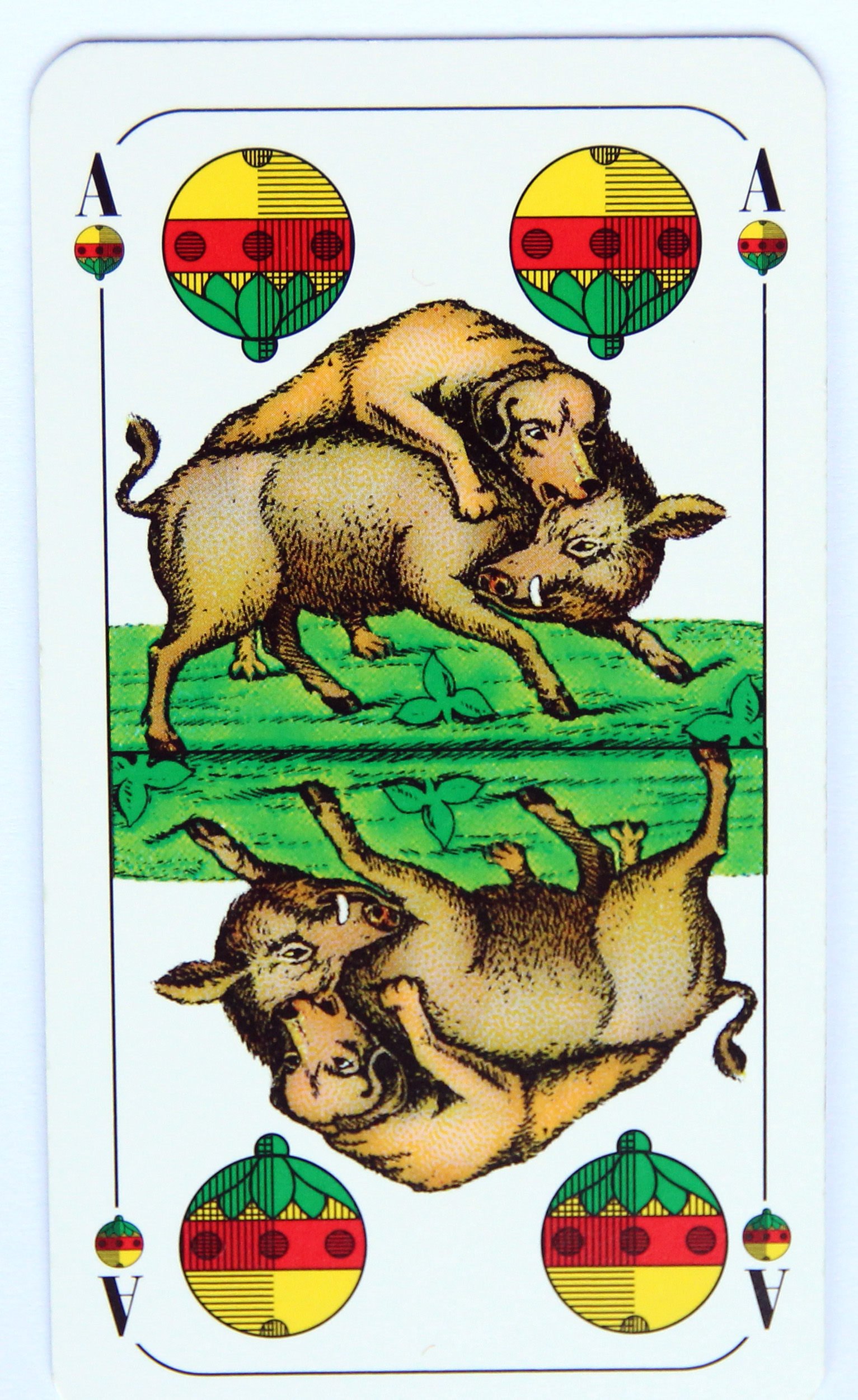
Tuz Dzwonkowy

Tuz (niem. Daus, dwójka) – najstarsza karta w tzw. kartach polskich, kartach niemieckich i kartach szwajcarskich. Na ogół przedstawia: dzikie zwierzęta, tarczę herbową lub pogańskiego boga, barwa oznaczona jest dwoma okami. W kartach francuskich jego odpowiednikiem jest as (który żargonowo jest też nazywany tuzem) i blotka dwójka (bardzo dobrze to widać w najstarszych taliach, gdzie jest piątka, czwórka i trójka oraz w talii The Fairy Tarot, gdzie as i tuz to oddzielne figury). 
Tuza oznacza się na różne sposoby, w zależności od talii. Zwykle oznacza się go dwoma symbolami kolorów (stąd niemiecka nazwa Daus) położonymi równolegle (zarówno wersja symetryczna jak i jednolita), czasem obróconymi pod skosem dla rozróżnienia od innych kart. Innymi, nieco rzadziej stosowanymi oznaczeniami są litera D (przeważnie w niemieckojęzycznych taliach, stosowana bardzo rzadko ze względu na zarezerwowanie litery D dla oznaczania dam) albo litera A (nawiązująca do innej nazwy tuza As).    

## Wygląd kart

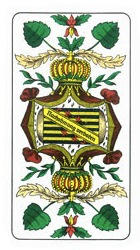
Tuz Winny
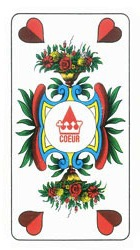
Tuz Czerwienny
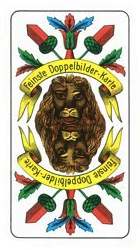
Tuz Żołędny
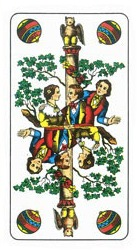
Tuz Dzwonkowy

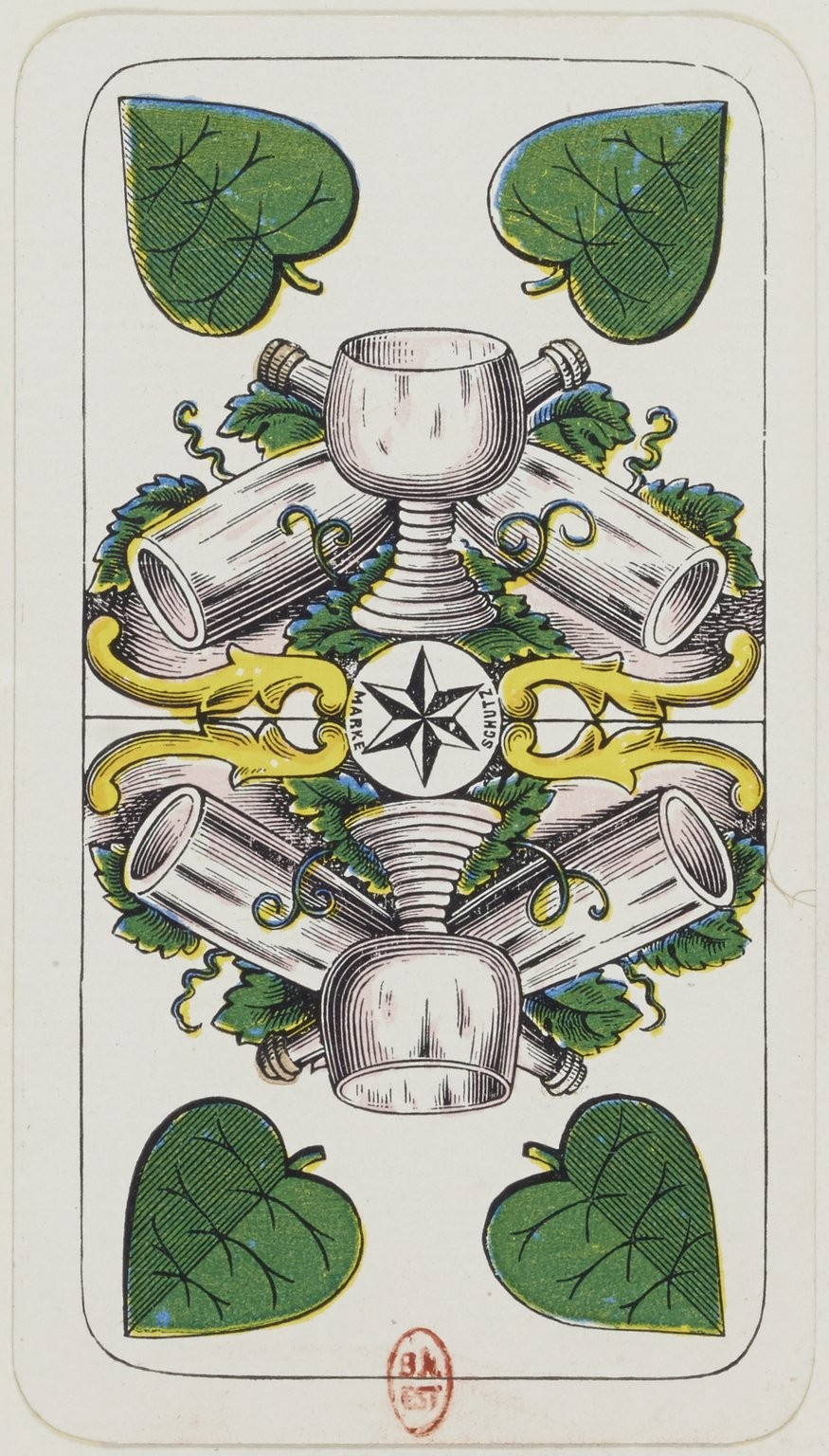
Tuz Winny
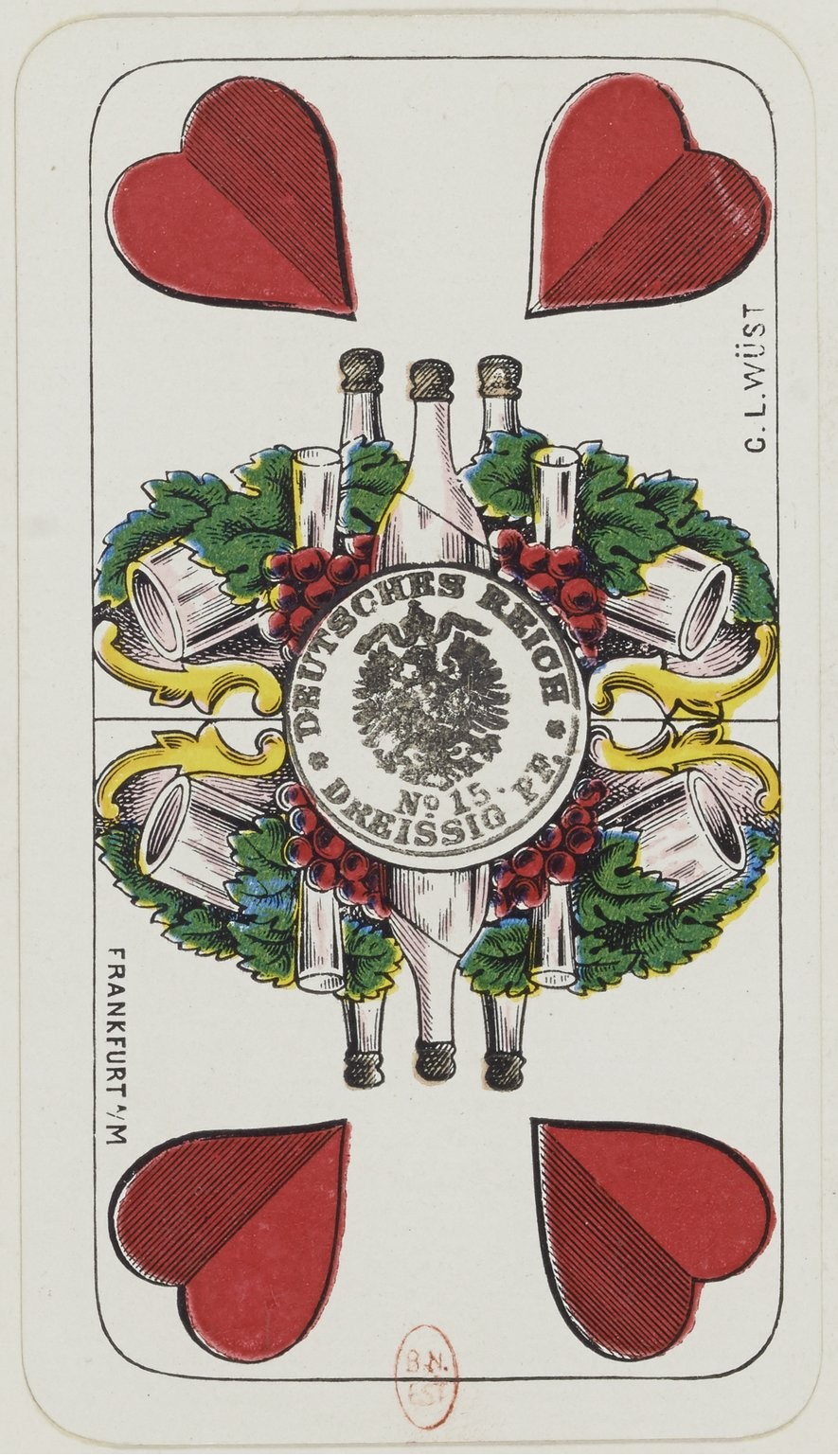
Tuz Czerwienny
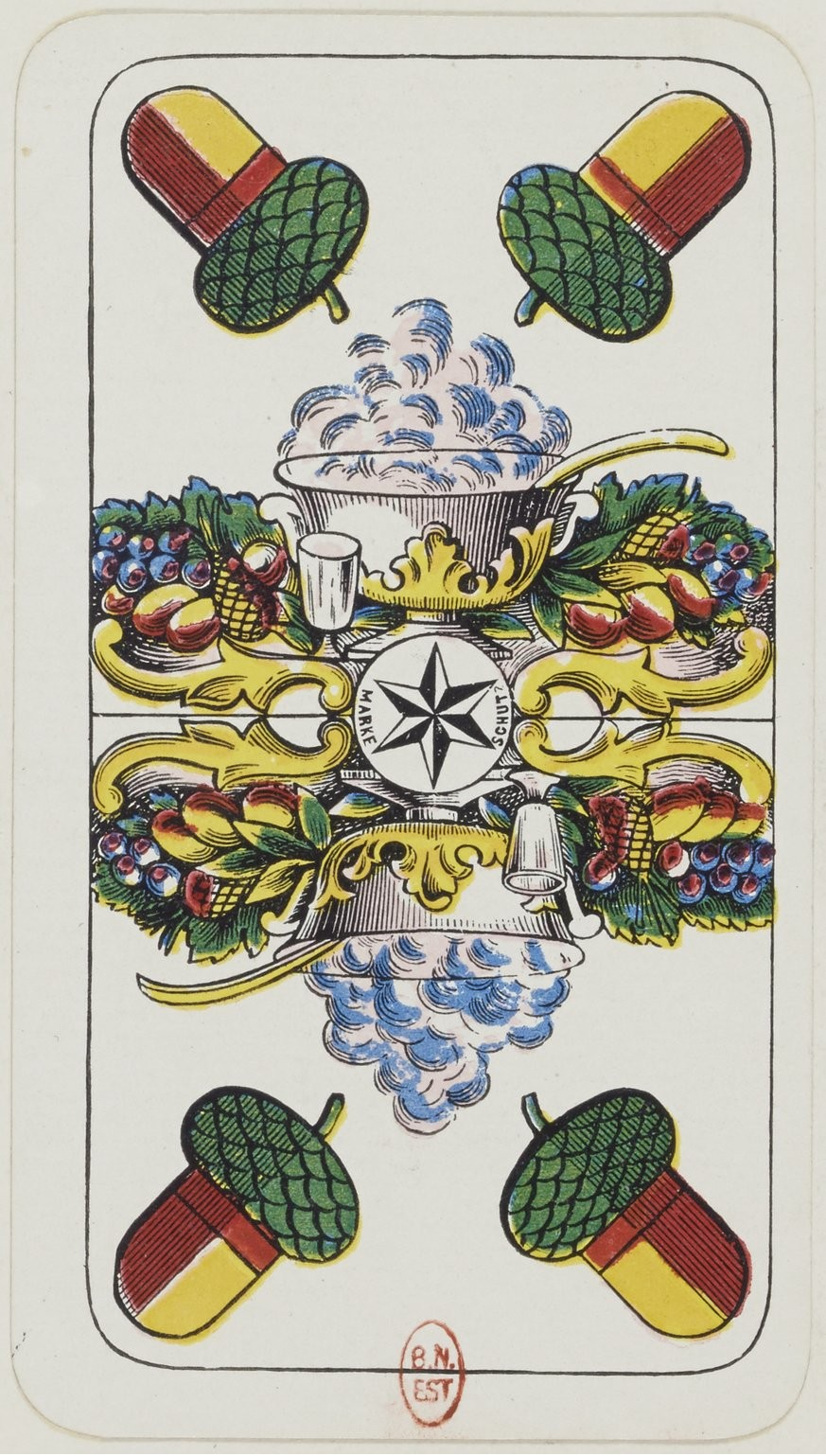
Tuz Żołędny
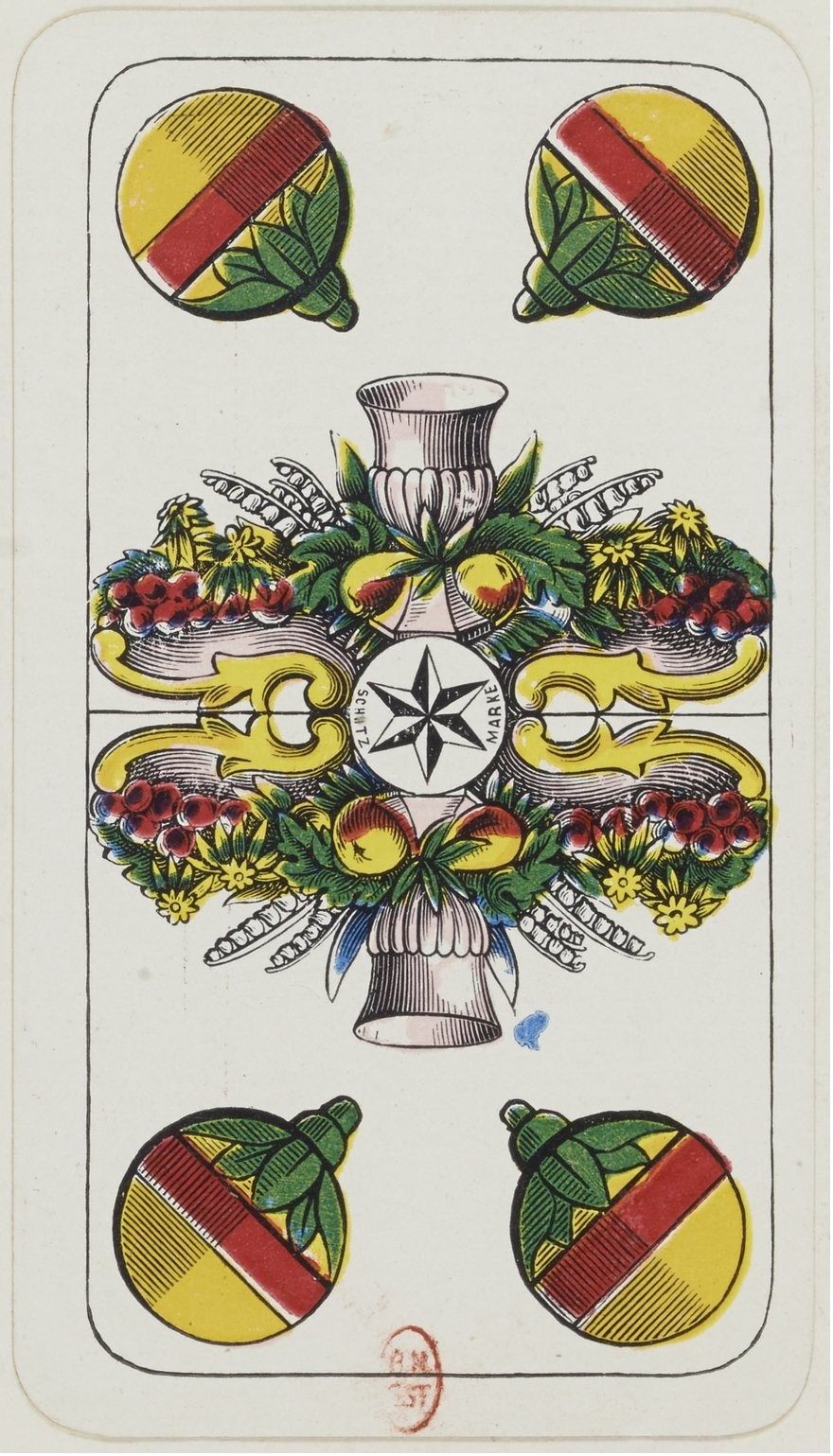
Tuz Dzwonkowy

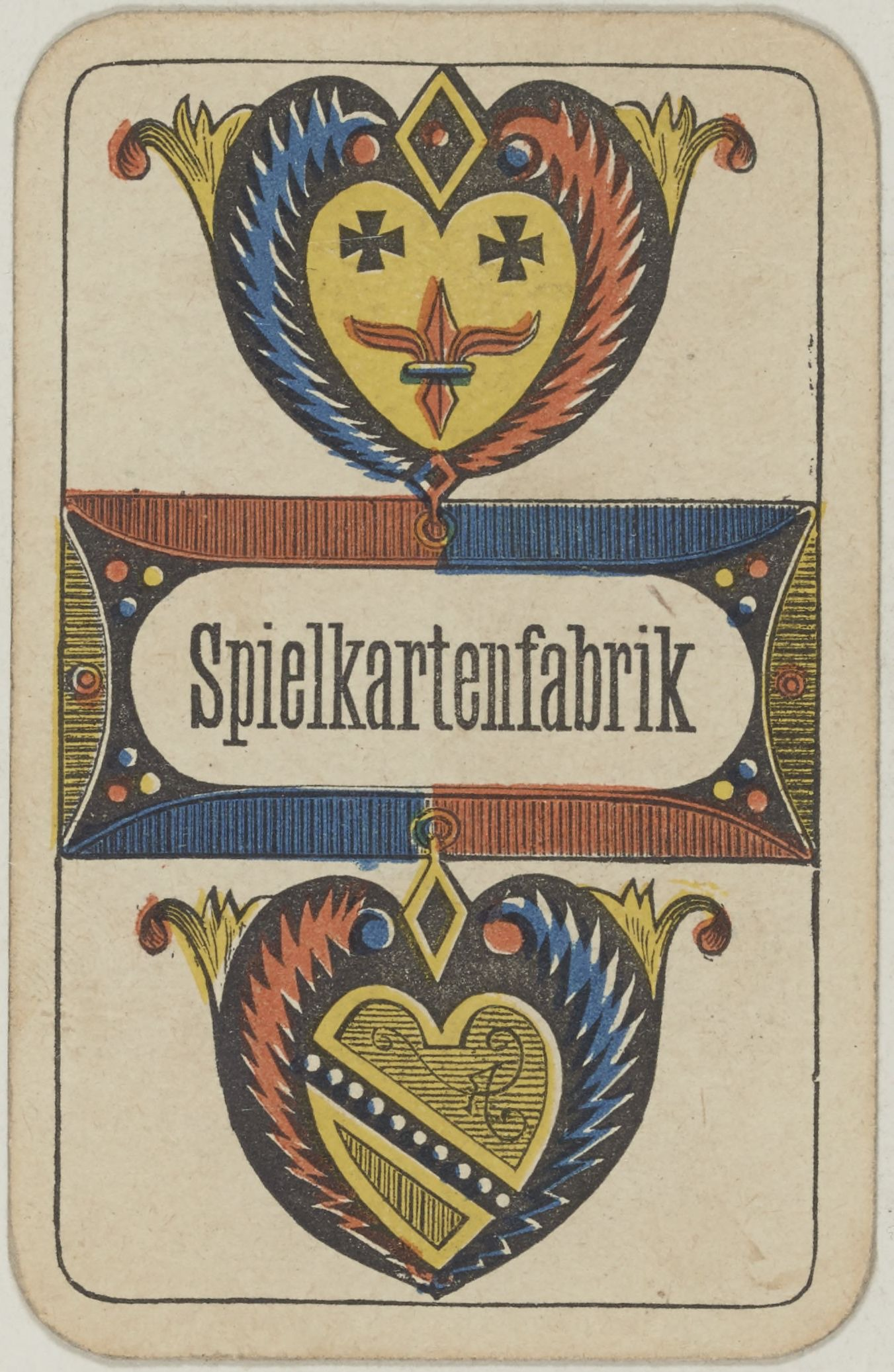
Tuz Tarczy
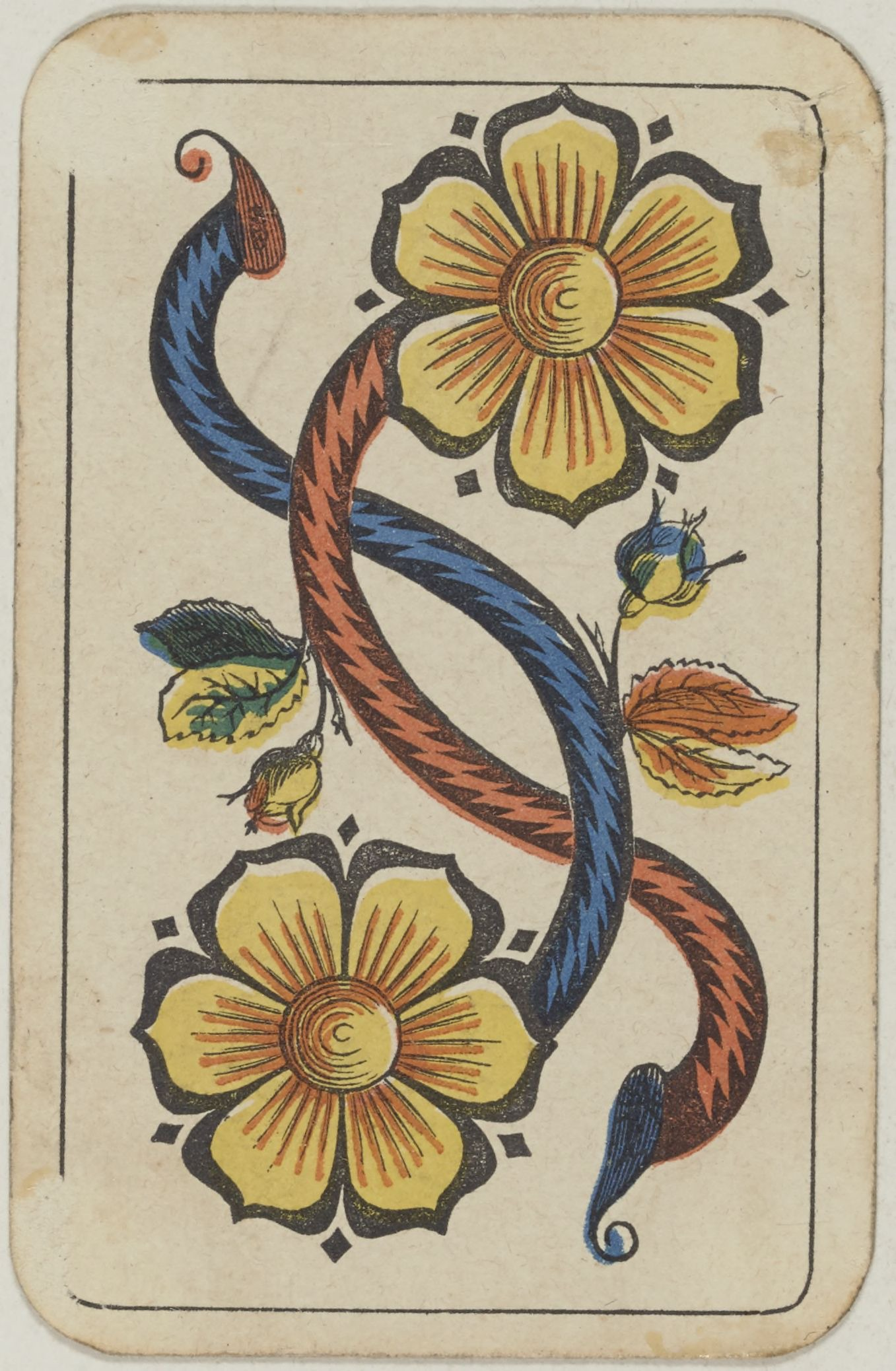
Tuz Różany
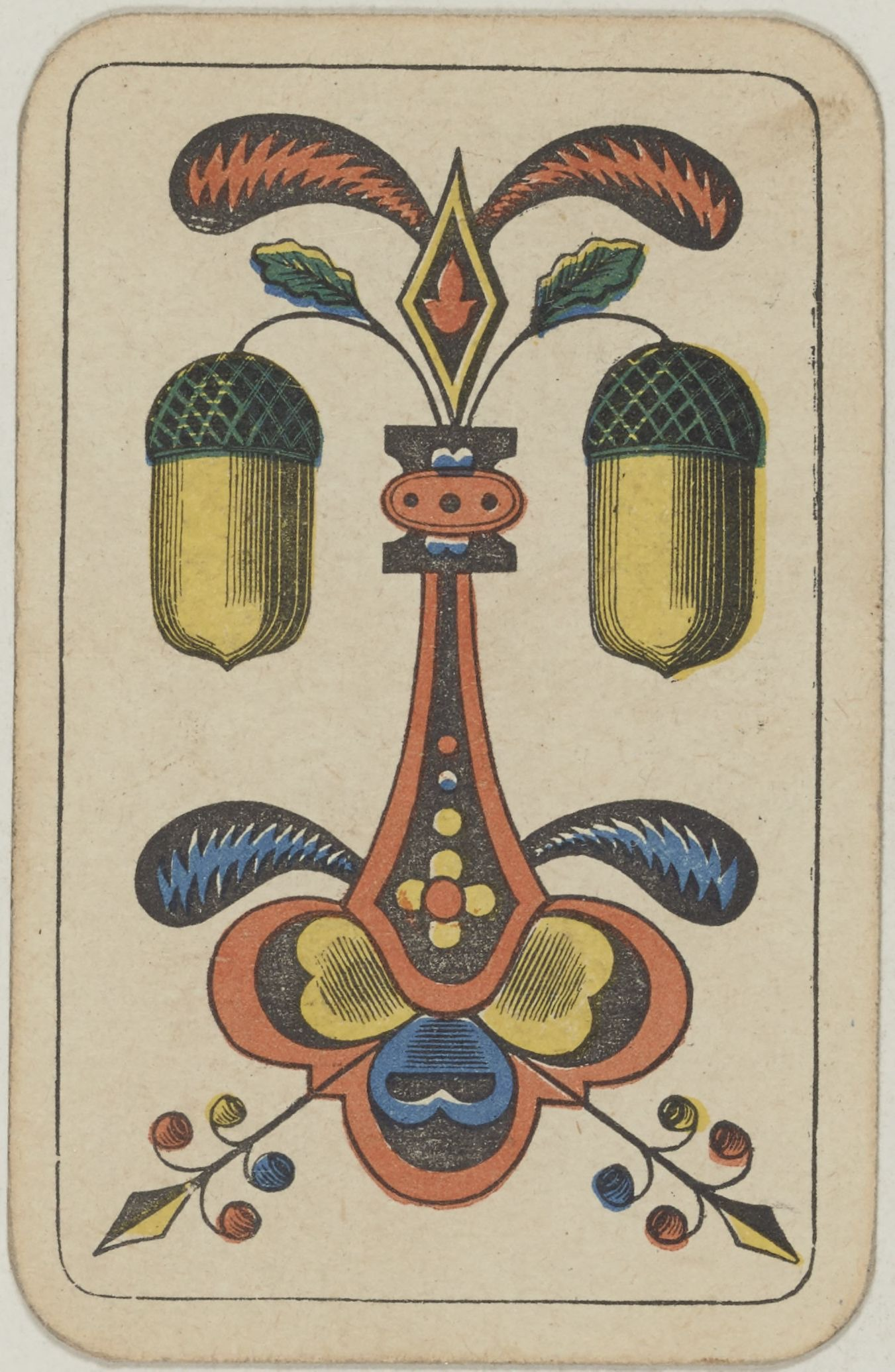
Tuz Żołędny
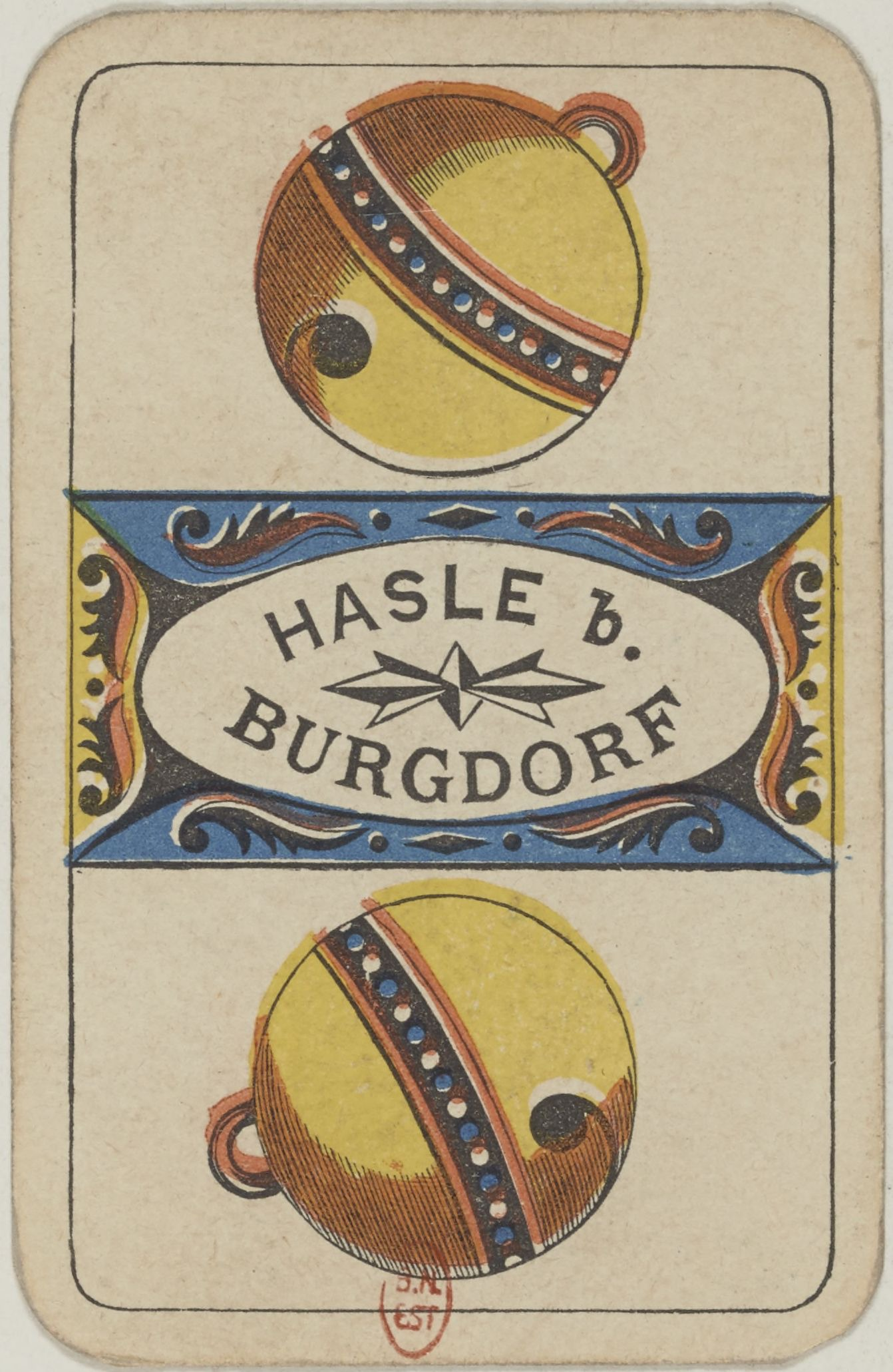
Tuz Dzwonkowy

Talia 48 Kart Niemieckich

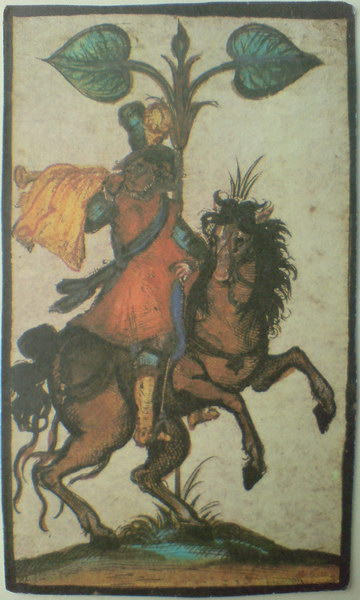
Tuz Winny
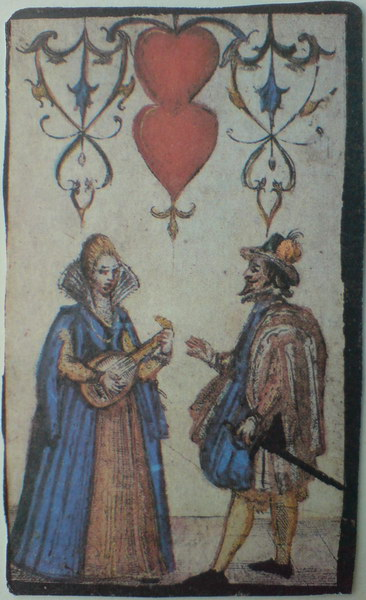
Tuz Czerwienny
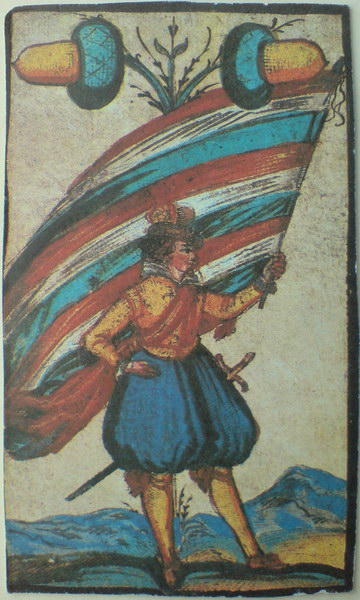
Tuz Żołędny
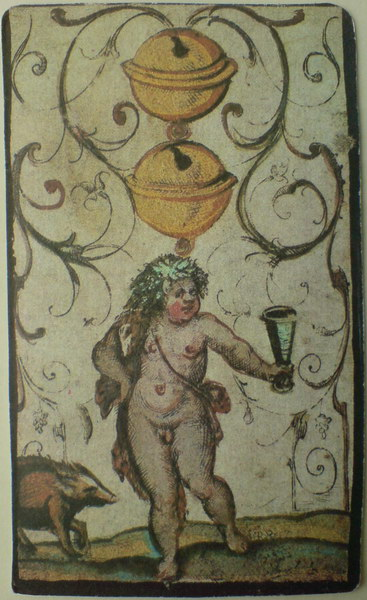
Tuz Dzwonkowy

Jednohlave

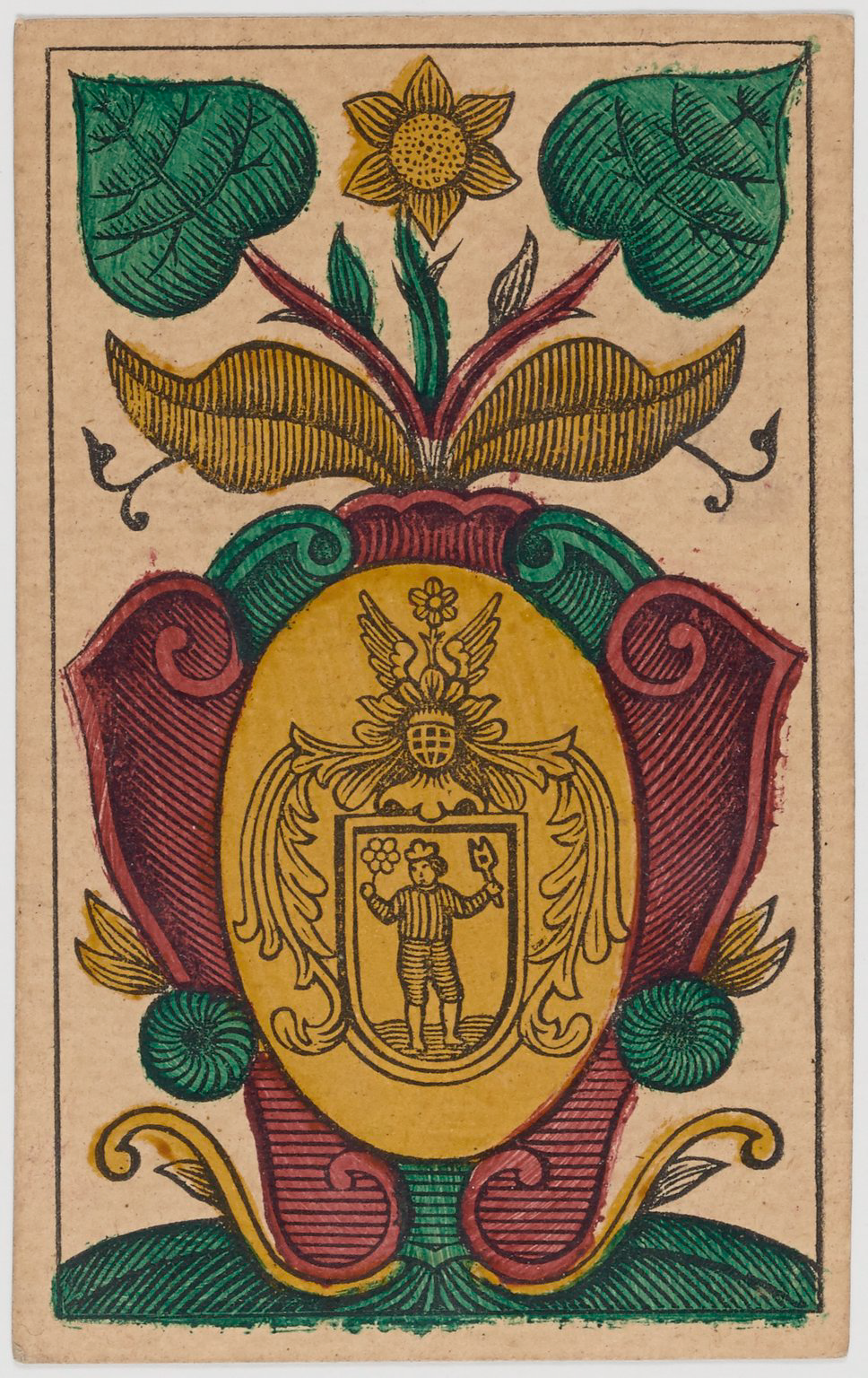
Tuz Winny
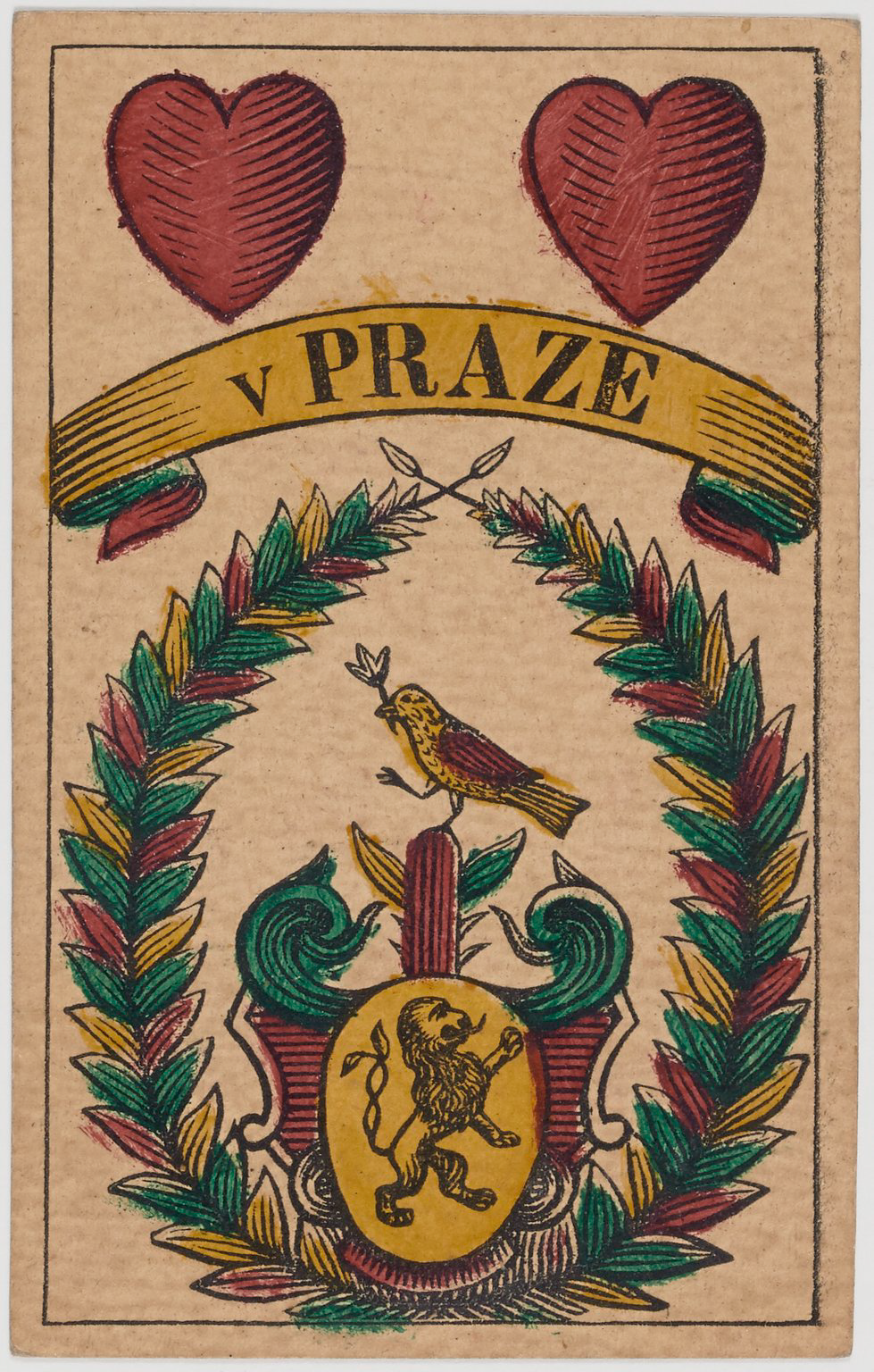
Tuz Czerwienny
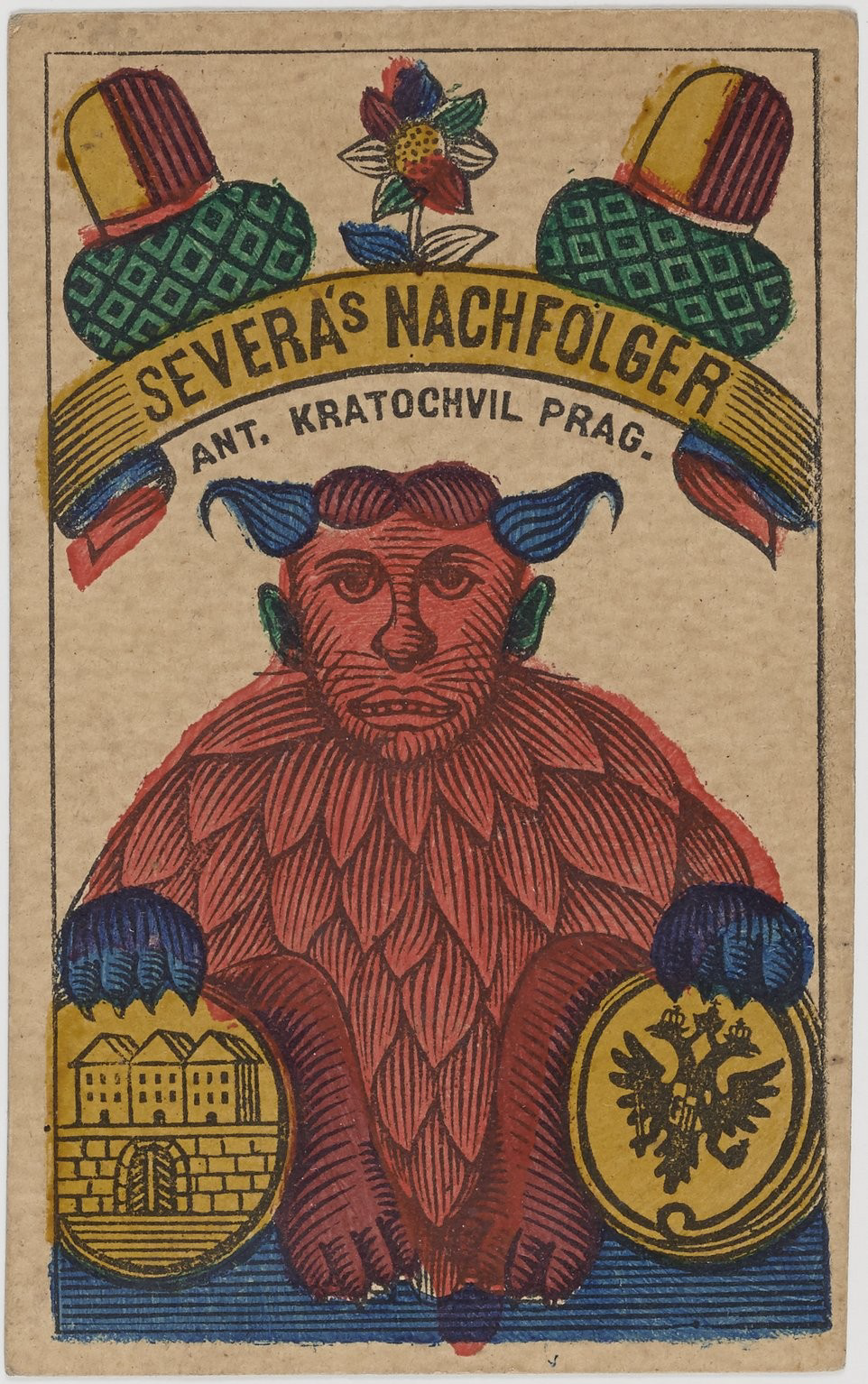
Tuz Żołędny
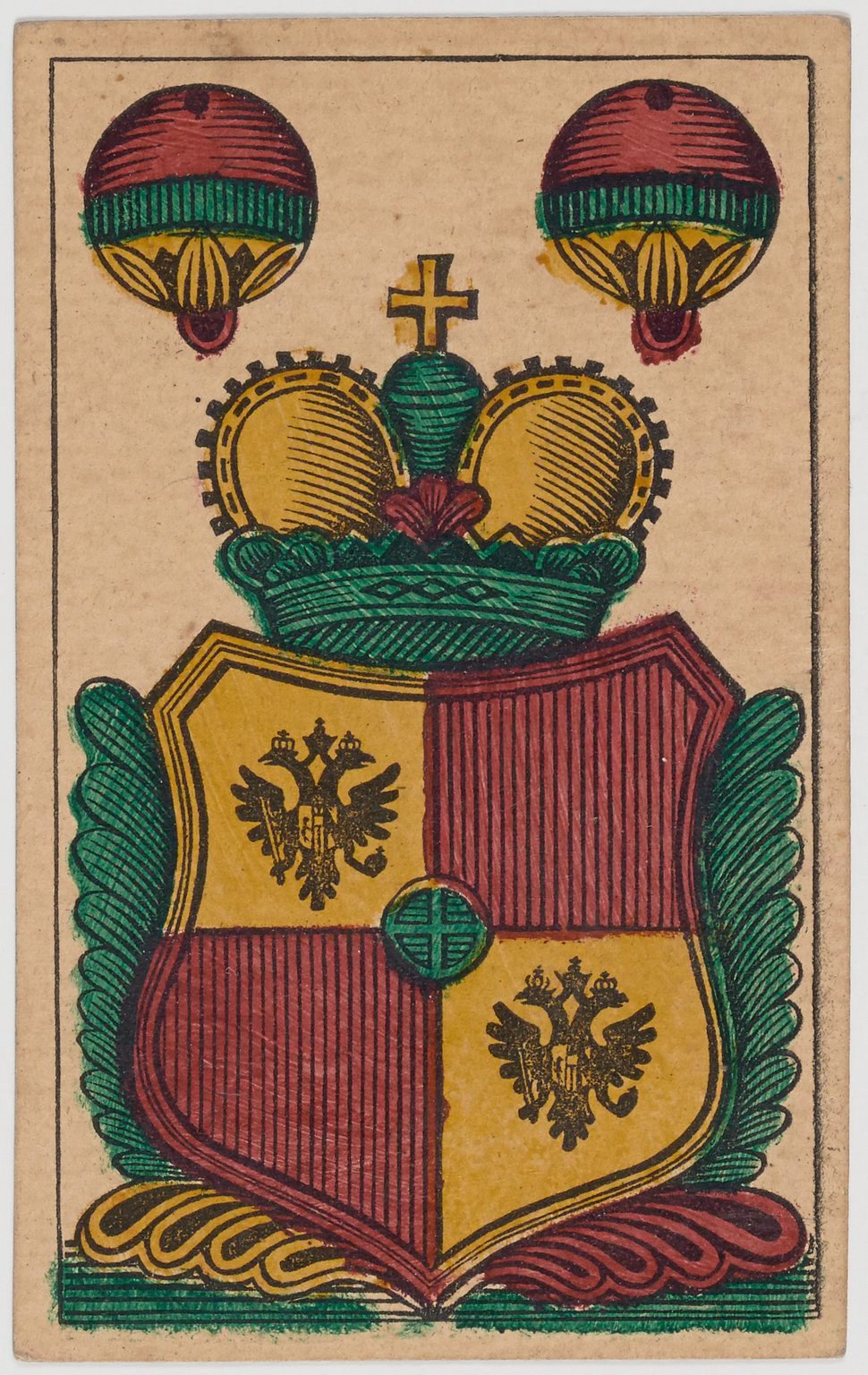
Tuz Dzwonkowy

Wzór Saksoński
- Tuz Winny
- Tuz Czerwienny
- Tuz Żołędny
- Tuz Dzwonkowy

Wzór wirtemberski - stary rysunek
- Tuz Winny
- Tuz Czerwienny
- Tuz Żołędny
- Tuz Dzwonkowy

Wzór szwajcarski
- Tuz Tarczy
- Tuz Różany
- Tuz Żołędny
- Tuz Dzwonkowy